# Synagogi Przemyśla
W Przemyślu przed II wojną światową funkcjonowało kilkadziesiąt synagog, z czego dzisiaj nie funkcjonuje żadna.
Istniejące, nieczynne
- Nowa Synagoga w Przemyślu – obecnie opuszczona (w latach 1967–2013 pełniła funkcję biblioteki miejskiej[1])
- Synagoga Zasańska w Przemyślu – obecnie opuszczona
- Synagoga Stowarzyszenia Dom Modlitwy Żydowskich Kupców w Przemyślu
- Synagoga Fundacji Mojżesza i Chai Hirtów w Przemyślu

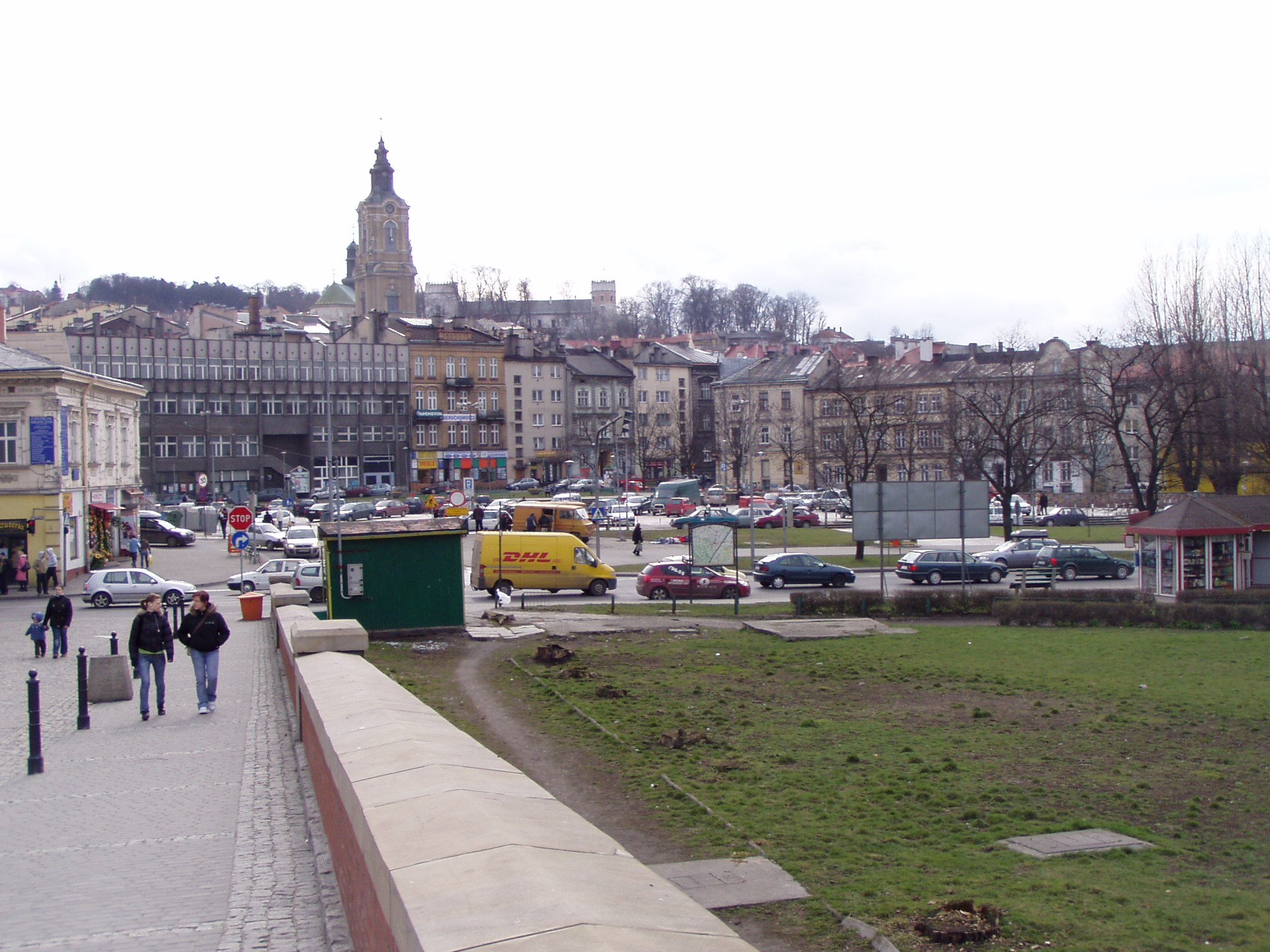
Plac po drugiej stronie ulicy to teren dawnej dzielnicy żydowskiej. Na jego miejscu stało kiedyś kilka synagog

- Synagoga Cmentarna w Przemyślu

Nieistniejące
- najstarsza synagoga w Przemyślu
- Stara Synagoga w Przemyślu
- Mała Synagoga w Przemyślu
- Synagoga Tempel w Przemyślu